# فيراري إف 50
فيراري إف 50 هي سيارة سوبر رياضية أنتجت عن طريق شركة فيراري الشهيرة، وتم إدخالها إلى حيز الإنتاج في عام 1995. من الخارج تتميز إف 50 بكونها سيار رودستر ذات بابين ومقعدين مع سقف صلب قابل للإزالة. من الناجية الميكانيكية تم تزويد إف 50 بمحرك وسطي ذو 12 إسطوانة بسعة 4.7 لتر مع 60 صمام وهذا المحرك ذو حقن وقود عادي. والذي تم تطويرة من محرك فورمولا 1 المستخدم في فيراري F92A للعام 1992. كما أن إف 50 ذات منظومة دفع خلفي. وقد تم إنتاج 349 من فيراري إف 50 وآخر سيارة تم إنتاجها في يوليو 1997 بمارانيلو، إيطاليا.